# 宋永福陵
永福陵，是南宋皇帝宋端宗的陵墓，一说位於香港大嶼山東涌黃龍坑。宋景炎三年（1278年），宋端宗为躲避元朝军队的追逐而逃亡，染病逝世。